# Tim Modersitzki
Tim Modersitzki (* 30. Juli 1985 in Berlin) ist ein deutscher Basketballspieler.

## Laufbahn
Der 1,96 Meter große Aufbau- und Flügelspieler spielte bis 2003 bei VfK Südwest Berlin, in der Saison 2003/04 beim brandenburgischen Verein RSV Eintracht und wechselte dann zum TuS Lichterfelde, wo er zwei Jahre lang in der Regionalliga spielte.
Im Spieljahr 2006/07 stand er beim Bundesligisten EWE Baskets Oldenburg unter Vertrag, für den er drei Einsätze in der höchsten deutschen Spielklasse verbuchte, während er überwiegend für die Mannschaft des Kooperationsvereins Oldenburger TB in der Regionalliga auflief. Nach seinem Wechsel zu den Walter Tigers Tübingen in der Sommerpause 2007 stand er für den Bundesligisten während der Saison 2007/08 in zwölf Punktspielen auf dem Feld und sammelte zusätzliche Spielpraxis in Tübingens zweiter Herrenmannschaft in der 2. Regionalliga.
Mit dem Jahr in Tübingen endete seine Zeit in der ersten Liga, Modersitzki zog es zum RSV Eintracht zurück, der mittlerweile in der 2. Bundesliga ProB antrat. Für den RSV spielte er bis 2014 und stieg dort zum Mannschaftskapitän auf. Dann zog er sich in die 2. Regionalliga zurück und spielte im Amateurbereich wieder für den SSC Südwest Berlin.

### Nationalmannschaft
Im Jahr 2004 trug Modersitzki das Hemd der deutschen U20-Nationalmannschaft.